# والتر الأول. سميث
والتر الأول. سميث هو قاضي ومحامي وسياسي أمريكي، ولد في 10 يوليو 1862 في كونسيل بلوفس في الولايات المتحدة، وتوفي بنفس المكان في 27 يناير 1922. نشط حزبياً في الحزب الجمهوري. وقد انتخب قاضي محكمة الاستئناف الأمريكية للدائرة الاتحادية ‏ وانتخب عضو مجلس النواب الأمريكي ‏.